# Andrea Mattei (pallavolista)
Andrea Mattei (Marino, 23 luglio 1993) è un pallavolista italiano, centrale della M&G.

## Carriera

### Club
La carriera di Andrea Mattei comincia nel 2010 nelle giovanili della M. Roma Volley; nella stagione 2011-12 entra a far parte della squadra del progetto federale del Club Italia con cui disputa il campionato di Serie A2: nello stesso periodo viene convocato nelle nazionali giovanili con cui si aggiudica la medaglia d'oro al campionato europeo under 20 2012.
Nell'annata 2012-13 passa alla Pallavolo Molfetta, mentre in quella successiva è alla Pallavolo Padova, sempre in serie cadetta, con cui vince la Coppa Italia di categoria 2013-14 ed ottiene la promozione in Serie A1, categoria dove debutta con lo stesso club nella stagione 2014-15.
Gioca ancora in Serie A1 per il campionato 2015-16 quando viene ingaggiato dalla Top Volley di Latina, così come in quello 2016-17, vestendo però la maglia della neopromossa Argos Volley di Sora, dove resta per due annate. Nella stagione 2018-19 si accasa all'Emma Villas di Siena, neopromossa in Serie A1.
Per il campionato 2019-20 firma per il Tricolore, in Serie A2, con il quale rimane per due annate. Nel campionato 2021-22 è di nuovo all'Emma Villas, ancora in serie cadetta, mentre nel campionato seguente fa ritorno in Superlega per vestire ancora la maglia della Top Volley Latina. Nella stagione 2023-24 ritorna in Serie A2, difendendo i colori della M&G, con cui conquista la promozione in Superlega, dove milita con lo stesso club nell'annata 2024-25.

## Palmarès

### Club
- Coppa Italia di Serie A2: 1

2013-14

### Nazionale (competizioni minori)
- Campionato europeo under 20 2012